# Пастка-22 (роман)
«Пастка на дурнів» або «Пастка-22» (англ. Catch-22) — перший і найвідоміший роман американського письменника Джозефа Геллера. Основна тема роману — абсурдність війни і військового життя в американському авіаційному з'єднанні під час Другої світової війни. Військове правило Пастка-22 дозволяло божевільним льотчикам не брати участь у вильотах, проте ті, хто посилався на це правило цим самим демонстрували бажання жити, що є основним інстинктом психічно здорової людини і тому не могли цим правилом скористатися. Після виходу роману Геллера вираз Пастка-22, або Catch-22 став означати абсурдну, безвихідну ситуацію.
Номер 19 у Рейтингу 100 найкращих книг усіх часів журналу Ньюсвік.

## Сюжет
Сюжет роману побудований навколо історії американського льотчика Джона Йосаріана; на о. Піаноза, неподалік від італійського узбережжя в Середземному морі. Йосаріан страждає від депресії, ненавидить війну і проводить більшість часу у шпиталі, де він симулює різні захворювання з тим, щоб не брати участь у вильотах його ескадрильї. Його, проте, ніхто не розуміє, начальство постійно вимагає нових вильотів, нових даних аерофотозйомки, тощо, здебільшого заради кар'єри та вислуги перед начальством. Тим часом, Йосаріана переслідують кошмари, спогади про свого бойового товариша Сноудена, який фактично помер у нього на руках і від чого він зненавидів війну.
Намагаючись не брати участь у війні Йосаріан симулює психічні розлади і посилається на військове правило № 22, яке дозволяє божевільним льотчикам не брати участь у вильотах. Однак Джон швидко розуміє, що пославшись на це правило він фактично довів що цим правилом він не може скористатись, оскільки тільки психічно здорова людина, яка бажає жити і не бажає загинути може посилатися на це правило. До того ж, коли Йосаріан розуміє усю безвихідь свого становища, його бойовий товариш капітан Нейтлі раптом гине під час чергового вильоту. Після загибелі Нейтлі Йосаріан відмовляється брати участь у війні і тікає до Риму, де його пізніше арештовують і передають до керівництва ескадрильї.
Командири Йосаріана ставлять його перед вибором: або піти під військовий трибунал, або демобілізуватися. Однак для того, щоб демобілізуватися від Йосаріан вимагають визнати правильність дій начальства, яке необдумано посилало льотчиків на надмірну кількість вильотів. Розуміючи, що погодившись на такі умови він поставить під загрозу життя інших, Йосаріан вирішує тікати до нейтральної Швеції, де безглуздя війни вже не зможе його досягти.

## Значення
Роман Геллера «Пастка на дурнів» вважається одним з найкращих творів американської літератури 20 століття. Одразу після публікації критики не були одностайні. Роман не отримав премій, однак залишався у друці протягом десятиріч, користуючись попитом і популярністю читачів. Пік популярності роману стався під час війни у В'єтнамі, коли теми абсурдності війни набули особливо гострого значення в американському суспільстві. Молоде покоління американців почало розуміти і поділяти погляди й ідеали головного героя Джона Йосаріана. Особливої популярності набув лозунг молоді 60-их років: Йосаріан живе! У цей час фраза Правило — 22 також була запозичена у повсякденне життя американців і стало означати безглузду, безвихідну ситуацію.

## Персонажі
- Йосаріан — головний герой, бомбардувальник в армії США, який одержимий ідеєю вижити та втекти від абсурдності війни.
- Док Даніка — цинічний лікар, який пояснює абсурдність військових правил, зокрема концепцію Catch-22.
- Майло Міндербіндер — офіцер продовольчого постачання і підприємець, який керує прибутковою синдикатною організацією, ставлячи власний бізнес вище військових інтересів.
- Полковник Кеткарт — егоїстичний та амбіційний офіцер, який постійно прагне поліпшити свою репутацію, часто за рахунок своїх підлеглих.
- Майор Мейджор Мейджор Мейджор — наївний та невпевнений офіцер, якого випадково підвищили до звання майора, ставши символом абсурдної бюрократії армії.
- Нейтлі — молодий і ідеалістичний солдат, який закохується в повію і бореться з жорстокими реаліями війни.
- Данбар — близький друг Йоссаріана, який намагається сповільнити плин часу через пошук нудьги та незручностей.
- Капітан Арфі — наївний і безтурботний офіцер, один із супутників Йоссаріана на війні.

## Публікації та право на кіно
Пастка-22 була продана Simon & Schuster, в якому редагувалася, Робертом Готлібом, який разом з Ніною Борнн, змінювали і контролювали маркетинг книги. Готліб рішуче відстоював назву разом з Пітером Шведом і Джастіном Капланом. Генрі Саймон, віце-президент Simon & Schuster, знайшов її повторюваною і образливою. Редакційна рада ухвалила рішення підписати контракт на видавництво книги, коли Геллер погодилася зі змінами — він підписав контракт за $1500. Роман офіційно опубліковано 10 жовтня 1961 року, книга в твердій палітурці коштувала $5.95. Книга в твердій палітурці не була бестселером у Сполучених Штатах. Хоча було продано 12 000 примірників на час Дня Подяки, роман не увійшов до списку Бестселерів Нью-Йорк Таймс. Пастка-22 отримала позитивні відгуки і була номінована на Національну Книжкову Премію у березні 1962 року. (Але, на жаль, Геллер програв твору Уокера Персі "Кіноглядач".) Роман пройшов через чотири видання у твердій палітурці, але продається тільки на східному узбережжі. Книга не зарекомендувала себе на національному рівні, поки не була видана в м'якій обкладинці за 75 центів. Після публікації у Великій Британії, книга стала бестселером № 1. Дон Файн, власник Dell Paperbacks, придбав права на книгу Пастка-22 в м'якій палітурці за $32,000. Між виходом книги в м'якій обкладинці у вересні 1962 року і квітні 1963 року, було продано 1.1 мільйона копій. У серпні 1962 року Донадіо був посередником при продажі прав на фільм Columbia Pictures за $100 000 плюс $25,000, щоб написати звернення або перший проект сценарію.

## Сприйняття
Початкові відгуки про книгу коливалася від дуже позитивних до дуже негативних. Були позитивні відгуки від  The Nation, («Найкращий роман, який виходив за останні роки»), New York Herald Tribune («Бурхливий, зворушливий, приголомшливий, веселий, несамовитий, освіжаючий, наче колосальні американські гірки у книзі») та The New York Times («Блискуче виконання буде розкритиковане стількома ж читачами, як і похвалене»). З іншого боку, The New Yorker, («Здається, що його не написали, а просто прокричали на папір», «те, що залишилося, це сміття з кислих жартів») та друга рецензія від The New York Times розкритикувала («повторюваний і одноманітний. Або можна сказати, що він дуже короткий, адже ні один із численних цікавих персонажів та подій не можуть достатньо привернути увагу читача») . Один критик «Пастки-22» визначив, що «молодій аудиторії книга сподобалась із тих причин, через які інші читачі зненавиділи її». Книга стала культовою, особливо серед підлітків та студентів коледжів. Геллер у 1962 році зауважив, що після появи на шоу Today він пішов випити з власником, Джонном Чанселлором, якому приватно передав афіші «YOSSARIAN LIVES». Геллер також заявив, що Чанселлор таємно розвісив їх на стінах коридорів і санвузлів у будівлі телеканалу NBC. Хоча роман не виграв жодної нагороди після оприлюднення, він все ще друкується і вважається одним з найбільш суттєвих американських романів ХХ століття. Вчений Х'ю Нібло — ветеран Другої Світової війни — сказав, що це найточніша книга, яку він коли-небудь читав про військових. З моменту свого виходу в 1961 році книга розійшлася тиражем у 10 мільйонів копій.

## Рейтинги
- Modern Library[en] оцінила «Пастку-22» у 7 балів (групою експертів) та 12 (громадською думкою) як найкращий англо-мовний роман 20 століття[11].
- Radcliffe Publishing Course присвоїла «Пастці-22» 15 місце серед топ 100 романів 20 століття[12].
- Обсервер оцінила «Пастку-22» як один із 100 найкращих романів усіх часів[13].
- TIME поставила «Пастку-22» у топ 100 англомовних сучасних романів (починаючи з 1923, без рангу)[14].
- The Big Read BBC поставила «Пастку-22» на 11 місце на вебопитуванні найулюбленіших у Великій Британії книг[15].

## Адаптації

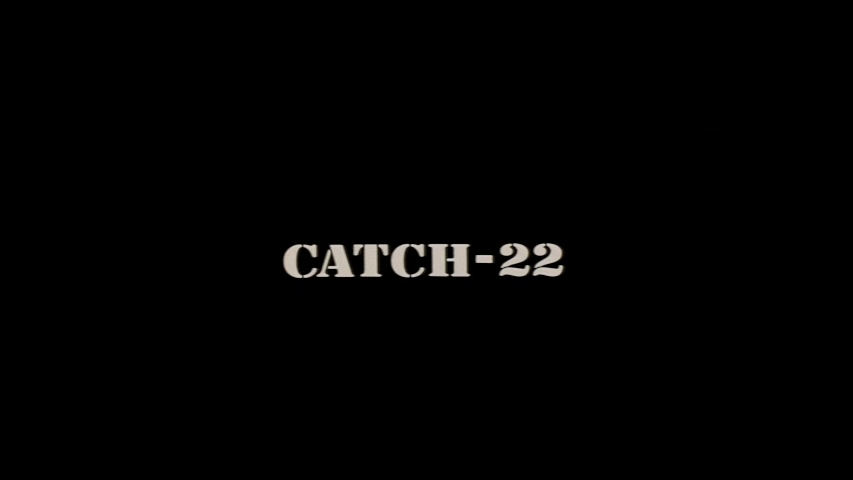
Назва екранізації

- Фільм «Пастка-22»[en]: у 1970 за романом «Пастка-22» режисер Майк Ніколс зняв однойменний художній фільм.
- Вистава «Пастка-22»[en]: Театр Аквіла[en] представив адаптацію «Пастки-22», засновану на адаптації Геллера 1971 року. Режисер Пітер Майнек[en]. П'єса гастролювала по США в 2007/8 з Bexhill on Sea восени 2008[16].
- Пілот комедійного серіалу на основі «Пастка-22» було знято та показано на телебаченні у 1973, з Річардом Дрейфусом у ролі капітана Йоссар'яна[en][17].
- Серіал «Пастка-22»

## Видання
Цей список охоплює перші й останні друковані видання оригінального видавця Simon & Schuster. Інші видавці включають Dell Publishing, Corgi, Vintage Books, Knopf, Black Swan, Grasset & Fasquelle і Wahlström & Widstrand. Оригінал рукопису зберігається в університеті Брандейса.
- 1961, Simon & Schuster ISBN 0-671-12805-1, Червень 1961, Тверда палітурка
- 1961, Simon & Schuster ISBN 0-440-51120-8, анонсована у М'якій палітурці з підписаними екслібрисом
- 1978, Franklin Library ISBN 0-8124-1717-8, підписане обмежене видання у Шкіряній палітурці
- 1996, Simon & Schuster ISBN 0-684-83339-5, Вересень 1996, М'яка палітурка
- 1999, Simon & Schuster ISBN 0-684-86513-0, Жовтень 1999, Тверда палітурка
- 1980, Books On Tape ISBN 0-7366-8962-1, нескорочена Аудіо Касета, читач Вольфрам Кандинський
- 1984, Caedmon Audio[en] ISBN 0-694-50253-7, Аудіо Касета
- 1990, Books On Tape ISBN 0-7366-9085-9, нескорочений Аудіо CD, читач Джим Вейс[en]
- 1994, DH Audio ISBN 0-88646-125-1, скорочена Аудіо Касета читач Алан Аркін
- 2007, Caedmon ISBN 978-0-06-126246-3, нескорочений Аудіо CD читач Джей О. Сендерс[en]
- 2008, Hachette Audio ISBN 978-1-4055-0387-7, нескорочений Аудіо CD читач Тревор Уайт[en]

## Переклади українською
- Джозеф Геллер. Пастка на дурнів. Переклад з англійської: Микола Мещеряк. Київ: Дніпро, 1988. 630 стор. ISBN 5-308-00194-4
- Джозеф Геллер. Пастка-22. Переклад з англійської: Олена Фешовець. Чернівці: Книги-ХХІ, 2016. 464 стор. ISBN 978—617–614–135–8 (серія «Вавилонська бібліотека»)